# Nova (musikgrupp)
Nova är ett dansband från Nora i Sverige, med Nadja Flood som sångerska. Bandet bildades i början av 1990-talet, men siste originalmedlemmen lämnade bandet 2001, då det togs över av blivande kapellmästaren Krister Nordström. I mitten av 2007 spelade Daniel Fabian Soler bandets låtar i det argentinska radioprogrammet Memory.
Under en period arbetade Nova även som partybandet "Fångarna" och släppte då singeln "Hon är förälskad i lärar'n", och gjorde direktsändning i radio från Kumlabunkern.
Under år 2000  var Nova bortsett från husbandet det mest bokade bandet på rederiet Viking Lines båt Dancing Queen.
Bandet deltog i Dansbandskampen 2008.
Under 2011 bildade bandet underhållningsbandet AvoN banD, eller kort och gott Avon, inför en serie med spelningar som husband på Viking Cinderella. Som bandet Avon spelar Nova en repertoar som riktar sig till en festande publik snarare än dansande. De två banden drivs parallellt och har samma medlemmar.

## Medlemmar
Nuvarande medlemmar:
- Emmy Nilsdotter - Sång
- Krister Nordström - Kapellmästare, Keyboard
- Pontus Engström - Bas, Sång
- Kristofer Sundberg - Trummor
- Johan Blomgren - Gitarr, Sång

Tidigare medlemmar:
- Magnus Ingjald/Skråge
- Björn Jakobsson - Sång
- Tomas Oksanen - Trummor
- Rickard Elvbring - Bas
- Tomas Ivhall - Keyboard
- Fredrik "Tedda" Johansson - Sång
- Hans Plahn - Trummor
- Mikael Norsten - Trummor
- Emil Johansson - Bas
- Morgan Andersson-Bas
- Johan Olsson - Trummor
- Marcus Andersson - Trummor
- Johan Carlsson - Bas
- Sören Jonsson - Gitarr
- Jennie Blömeke Jonsson - Sång
- Lennart"Lenny" Carlsson - Bas
- Cathrine Nycander - Sång
- Nadja Flood - Sång
- Andreas Nycander - Gitarr, Sång
- Christian Stenlund - Bas
- Robert Nilsson - Trummor
- Simon Larsson - Trummor
- Johan Elander - Gitarr, Sång
- Marcus Måttgård - Gitarr, Sång
- Sandra Estberg - sång

## Diskografi

### Album
- "Live i Norrskedika" - 2005
- "2007" - 2007

## Melodier på Svensktoppen
- "I morgon" - 2002, Text & musik av Thomas Nyström